# Promenade Palermo
La Promenade Palermo est un gratte-ciel résidentiel du quartier de Palermo à Buenos Aires en Argentine. Sa construction s'est achevée en 2008, et il culmine à 112 mètres, pour 36 étages.